# ジョセフ・ベナビデス
ジョセフ・ベナビデス（Joseph Benavidez、1984年7月31日 - ）は、アメリカ合衆国の男性総合格闘家。テキサス州サンアントニオ出身。エクストリーム・クートゥア所属。

## 来歴
ラスクルーセス高校時代にレスリングを始め、2000年にニューメキシコ州王者となる。ウィリアムペン大学でもレスリングを続けたが1年で中退した。2006年に総合格闘技デビュー。
2008年7月21日、DREAM.5で初来日。山本"KID"徳郁と対戦予定であったがKIDの怪我によりKODOに変更、試合は1Rにフロントチョークで一本勝ちを収めた。DREAMには複数試合の契約であったが、その後ファイトマネーの支払いを巡る問題のため離脱した。

### WEC
2008年12月3日、WEC初参戦となったWEC 37でダニー・マルティネスと対戦し、3-0の判定勝ちを収めた。
2009年4月5日、WEC 40でジェフ・カランに3-0の判定勝ちを収めた。8月9日、WEC 42でドミニク・クルーズと対戦し、0-3の判定負けでプロ11戦目にして初黒星を喫した。ファイト・オブ・ザ・ナイトを受賞した。12月19日、WEC 45でハニ・ヤヒーラと対戦し、パウンドでTKO勝ち。
2010年3月6日、WEC 47で元世界バンタム級王者のミゲール・トーレスと対戦し、ギロチンチョークで一本勝ち。サブミッション・オブ・ザ・ナイトを受賞した。
2010年8月18日、WEC 50でドミニク・クルーズの持つ世界バンタム級王座に挑戦し、1-2の判定負けを喫し王座獲得に失敗した。

### UFC
2011年3月19日、UFC初参戦となったUFC 128でイアン・ラブランドと対戦し、3-0の判定勝ちを収めた。
2012年3月3日、フライ級転向初戦となったUFC on FX 2のフライ級王座決定トーナメント準決勝で修斗世界バンタム級（-56kg）王者の漆谷康宏と対戦し、右フックでダウンを奪いパウンドでTKO勝ち。ノックアウト・オブ・ザ・ナイトを受賞した。
2012年9月22日、UFC 152のフライ級王座決定トーナメント決勝でデメトリアス・ジョンソンと対戦し、1-2の判定負けを喫し王座獲得に失敗した。
2013年2月2日、UFC 156でイアン・マッコールと対戦し、3-0の判定勝ち。
2013年4月20日、UFC on FOX 7でフライ級ランキング8位のダレン・ウエノヤマと対戦し、KO勝ち。
2013年9月4日、UFC Fight Night: Teixeira vs. Baderでフライ級ランキング5位のジュシー・フォルミーガと対戦し、TKO勝ち。
2013年12月14日、UFC on FOX 9でUFC世界フライ級王者のデメトリアス・ジョンソンに挑戦し、1RKO負けを喫し王座獲得に失敗した。
2014年4月26日、UFC 172でフライ級ランキング8位のティム・エリオットと対戦し、ギロチンチョークで一本勝ち。パフォーマンス・オブ・ザ・ナイトを受賞した。
2014年11月22日、UFC Fight Night: Edgar vs. Swansonでフライ級ランキング13位のダスティン・オーティスと対戦し、3-0の判定勝ち。
2015年5月23日、UFC 187でフライ級ランキング5位のジョン・モラガと対戦し、判定勝利。
2015年10月3日、UFC 192でフライ級ランキング14位のアリ・バガウティノフと対戦し、判定勝利。
2016年2月6日、UFC Fight Night: Hendricks vs. Thompsonでフライ級ランキング8位のザック・マコウスキーと対戦し、判定勝利。
2016年12月3日、The Ultimate Fighter 24 Finaleでフライ級ランキング2位のヘンリー・セフードと対戦し、判定勝ち。
2018年6月9日、UFC 225でフライ級ランキング5位のセルジオ・ペティスと対戦し、1-2の判定負け。
2018年11月30日、The Ultimate Fighter 28 Finaleでフライ級ランキング12位のアレックス・ペレスと対戦し、パウンドで1RTKO勝ち。パフォーマンス・オブ・ザ・ナイトを受賞した。
2019年1月19日、UFC Fight Night: Cejudo vs. Dillashawでフライ級ランキング8位のダスティン・オーティスと対戦し、判定勝ち。
2019年6月29日、UFC on ESPN: Ngannou vs. dos Santosでフライ級ランキング1位のジュシー・フォルミーガと対戦し、TKO勝ち。パフォーマンス・オブ・ザ・ナイトを受賞した。
2020年2月29日、UFC Fight Night: Benavidez vs. FigueiredoのUFC世界フライ級王座決定戦でフライ級ランキング3位のデイブソン・フィゲイレードと対戦し、2Rに右ストレートでダウンを奪われ、パウンドでTKO負け。王座獲得に失敗した。この試合は、フィゲイレードが前日の計量で127.5ポンドと2.5ポンドの体重超過をしたため、ベナビデスが勝利した場合にのみ王座を獲得できることになっていた。
2020年7月19日、UFC Fight Night: Figueiredo vs. Benavidez 2のUFC世界フライ級王座決定戦でフライ級ランキング1位のデイブソン・フィゲイレードとダイレクトリマッチを行い、リアネイキドチョークで1R一本負け。王座獲得に失敗した。
2021年3月6日、UFC 259でフライ級ランキング3位のアスカル・アスカロフと対戦し、0-3の判定負け。3連敗となった。なお、この試合はアスカロフが前日計量で1ポンドの体重超過をしたため、127ポンド契約で行われた。
2021年9月15日、総合格闘技からの引退を発表。

## 人物・エピソード
- 2010年から、ニューメキシコ州ラスクルーセスは4月27日を「ジョセフ・ベナビデスの日」に制定している[7]。
- UFCレポーターのミーガン・オリヴィと結婚している。

## 戦績
| 総合格闘技 戦績 | 総合格闘技 戦績 | 総合格闘技 戦績 | 総合格闘技 戦績 | 総合格闘技 戦績 | 総合格闘技 戦績 | 総合格闘技 戦績 |
| --------------- | --------------- | --------------- | --------------- | --------------- | --------------- | --------------- |
| 36 試合         | (T)KO           | 一本            | 判定            | その他          | 引き分け        | 無効試合        |
| 28 勝           | 8               | 9               | 11              | 0               | 0               | 0               |
| 8 敗            | 2               | 1               | 5               | 0               | 0               | 0               |

| 勝敗 | 対戦相手                   | 試合結果                             | 大会名                                                                    | 開催年月日     |
| ×    | アスカル・アスカロフ       | 5分3R終了 判定0-3                    | UFC 259: Błachowicz vs. Adesanya                                          | 2021年3月6日   |
| ×    | デイブソン・フィゲイレード | 1R 4:48 リアネイキドチョーク         | UFC Fight Night: Figueiredo vs. Benavidez 2 【UFC世界フライ級王座決定戦】 | 2020年7月19日  |
| ×    | デイブソン・フィゲイレード | 2R 1:54 TKO（右ストレート→パウンド） | UFC Fight Night: Benavidez vs. Figueiredo 【UFC世界フライ級王座決定戦】   | 2020年2月29日  |
| ○    | ジュシー・フォルミーガ     | 2R 4:47 TKO（スタンドパンチ連打）    | UFC on ESPN 3: Ngannou vs. dos Santos                                     | 2019年6月29日  |
| ○    | ダスティン・オーティス     | 5分3R終了 判定3-0                    | UFC Fight Night: Cejudo vs. Dillashaw                                     | 2019年1月19日  |
| ○    | アレックス・ペレス         | 1R 4:19 TKO（パウンド）              | The Ultimate Fighter 28 Finale                                            | 2018年11月30日 |
| ×    | セルジオ・ペティス         | 5分3R終了 判定1-2                    | UFC 225: Whittaker vs. Romero 2                                           | 2018年6月9日   |
| ○    | ヘンリー・セフード         | 5分3R終了 判定2-1                    | The Ultimate Fighter 24 Finale                                            | 2016年12月3日  |
| ○    | ザック・マコウスキー       | 5分3R終了 判定3-0                    | UFC Fight Night: Hendricks vs. Thompson                                   | 2016年2月6日   |
| ○    | アリ・バガウティノフ       | 5分3R終了 判定3-0                    | UFC 192: Cormier vs. Gustafsson                                           | 2015年10月3日  |
| ○    | ジョン・モラガ             | 5分3R終了 判定3-0                    | UFC 187: Johnson vs. Cormier                                              | 2015年5月23日  |
| ○    | ダスティン・オーティス     | 5分3R終了 判定3-0                    | UFC Fight Night: Edgar vs. Swanson                                        | 2014年11月22日 |
| ○    | ティム・エリオット         | 1R 4:08 ギロチンチョーク             | UFC 172: Jones vs. Teixeira                                               | 2014年4月26日  |
| ×    | デメトリアス・ジョンソン   | 1R 2:08 KO（右フック→パウンド）      | UFC on FOX 9: Johnson vs. Benavidez 2 【UFC世界フライ級タイトルマッチ】   | 2013年12月14日 |
| ○    | ジュシー・フォルミーガ     | 1R 3:07 TKO（膝蹴り→パウンド）       | UFC Fight Night: Teixeira vs. Bader                                       | 2013年9月4日   |
| ○    | ダレン・ウエノヤマ         | 2R 4:50 KO（左ボディブロー）         | UFC on FOX 7: Henderson vs. Melendez                                      | 2013年4月20日  |
| ○    | イアン・マッコール         | 5分3R終了 判定3-0                    | UFC 156: Aldo vs. Edgar                                                   | 2013年2月2日   |
| ×    | デメトリアス・ジョンソン   | 5分5R終了 判定1-2                    | UFC 152: Jones vs. Belfort 【フライ級王座決定トーナメント 決勝】          | 2012年9月22日  |
| ○    | 漆谷康宏                   | 2R 0:11 TKO（右フック→パウンド）     | UFC on FX 2: Alves vs. Kampmann 【フライ級王座決定トーナメント 準決勝】   | 2012年3月3日   |
| ○    | エディ・ワインランド       | 5分3R終了 判定3-0                    | UFC Live: Hardy vs. Lytle                                                 | 2011年8月14日  |
| ○    | イアン・ラブランド         | 5分3R終了 判定3-0                    | UFC 128: Shogun vs. Jones                                                 | 2011年3月19日  |
| ○    | ヴァグネイ・ファビアーノ   | 2R 2:45 ギロチンチョーク             | WEC 52: Faber vs. Mizugaki                                                | 2010年11月11日 |
| ×    | ドミニク・クルーズ         | 5分5R終了 判定1-2                    | WEC 50: Cruz vs. Benavidez 2 【WEC世界バンタム級タイトルマッチ】          | 2010年8月18日  |
| ○    | ミゲール・トーレス         | 2R 2:57 ギロチンチョーク             | WEC 47: Bowles vs. Cruz                                                   | 2010年3月6日   |
| ○    | ハニ・ヤヒーラ             | 1R 1:35 TKO（右フック→パウンド）     | WEC 45: Cerrone vs. Ratcliff                                              | 2009年12月19日 |
| ×    | ドミニク・クルーズ         | 5分3R終了 判定0-3                    | WEC 42: Torres vs. Bowles                                                 | 2009年8月9日   |
| ○    | ジェフ・カラン             | 5分3R終了 判定3-0                    | WEC 40: Torres vs. Mizugaki                                               | 2009年4月5日   |
| ○    | ダニー・マルティネス       | 5分3R終了 判定3-0                    | WEC 37: Torres vs. Tapia                                                  | 2008年12月3日  |
| ○    | KODO                       | 1R 2:42 フロントチョーク             | DREAM.5 ライト級グランプリ2008 決勝戦                                     | 2008年7月21日  |
| ○    | モーリス・イーゼル         | 1R 1:02 チョークスリーパー           | PFC 8: A Night of Champions                                               | 2008年5月8日   |
| ○    | ジェイソン・ジョルジアナ   | 2R 0:38 ギロチンチョーク             | PFC 6: No Retreat, No Surrender                                           | 2008年1月17日  |
| ○    | ロッキー・デルモンテ       | 2R 三角絞め                          | Independent Event                                                         | 2007年6月1日   |
| ○    | カーロス・ロヴィオ         | 1R TKO（パンチ連打）                 | Bring it On: Under Destruction                                            | 2007年4月28日  |
| ○    | ジャスティン・スミットリー | 3R 2:18 TKO（ドクターストップ）      | Warrior Cup 2                                                             | 2007年4月7日   |
| ○    | ラモン・ロドリゲス         | 2R 2:33 三角絞め                     | CFC: Border Warz                                                          | 2006年10月14日 |
| ○    | ブランドン・シェルトン     | 2R キムラロック                      | UFP: Supremacy                                                            | 2006年6月3日   |

## 表彰
- ムエタイ 茶帯
- UFC ノックアウト・オブ・ザ・ナイト（1回）
- UFC パフォーマンス・オブ・ザ・ナイト（3回）
- WEC ファイト・オブ・ザ・ナイト（1回）
- WEC サブミッション・オブ・ザ・ナイト（1回）